# Parque Nacional de Sharjah
O Parque Nacional de Sharjah (em árabe: مُتَنَزَّه ٱلْشَّارقَة ٱلْوَطَنِي, translit. Mutanazzah Ash-Shāriqah Al-Waṭanī) é um parque em Sharjah, nos Emirados Árabes Unidos. O parque é o maior de Sharjah, cobrindo uma área de aproximadamente 630.000 m ².